# Камешковский район
Ка́мешковский райо́н — административно-территориальная единица (район) и муниципальное образование (муниципальный район) во Владимирской области России.
Административный центр — город Камешково.

## География
Район расположен на северо-востоке Владимирской области. На западе граничит с Суздальским, на юге — с Судогодским, на востоке — с Ковровским районами Владимирской области, на севере — с Савинским районом Ивановской области.
Площадь 1 089,33 км² (15-е место среди районов), в том числе: земли сельскохозяйственного назначения — 40145 га (36,8 %), земли населённых пунктов — 8222 га (7,7 %), земли промышленности, транспорта, связи и т. д. — 2177 га (2 %), земли особо охраняемых территорий — 77 га (0,1 %), земли лесного фонда — 53707 га (49,3 %), земли водного фонда — 961 га (0,9 %), земли запаса — 3644 га (3,3 %).
Основные реки — Клязьма и Уводь. Много озёр, преобладают пойменные и карстового происхождения. Преобладающий тип почв — супесчаные и песчаные. Имеются месторождения торфа, кирпичных глин и кварцевого песка.

### Природные ресурсы
Флора района насчитывает 771 вид сосудистых растений.

## История
- Район образован 10 февраля 1940 года в составе Ивановской области. Из Ковровского района в него вошли Брызгаловский, Вахромеевский, Волковойновский, Коверинский, Патакинский, Ряховский, Сергеихинский, Тынцовский и Эдемский сельсоветы; из Владимирского района — Второвский, Гатихинский, Давыдовский, Кругловский, Нестерковский и Пенкинский сельсоветы; из Суздальского района — Фомихский сельсовет[4].
- С 14 августа 1944 года район в составе 17 сельсоветов (Брызгаловский, Вахромеевский, Волковойновский, Второвский, Гатихинский, Давыдовский, Ивано-Тынцовский, Коверинский, Кругловский, Нестерковский, Патакинский, Пенкинский, Ряховский, Семенигинский, Сергеихинский, Тынцовский, Эдемский) передан в состав вновь образованной Владимирской области.
- В 1950 году Иваново-Тынцовский с/с переименован в Ивановский с/с.
- В 1954 году объединены сельсоветы: Тынцовский и Ивановский — в Тынцовский с/с, Вахромеевский и Семенигинский — в Вахромеевский с/с, Гатихинский и Пенкинский — в Пенкинский с/с, Волковойновский и Патакинский в Горкинский с/с, Сергеихинский и Ряховский — в Сергеихинский с/с, Второвский и Нестерковский — во Второвский с/с, Брызгаловский и Эдемский — в Брызгаловский с/с.
- В 1959 году упразднены сельсоветы: Коверинский с передачей территории в состав Сергеихинского с/с, Кругловский с передачей территории в состав Второвского с/с, Тынцовский с передачей территории в состав Вахромеевского с/с.
- В 1963 году район ликвидирован, его территория в составе 6 с/с (Брызгаловский, Вахромеевский, Второвский, Пенкинский, Сергеихинский и Тереховицкий) вошла в состав Ковровского сельского района. 1 февраля 1963 года образован Камешковский промышленный район с центром в городе Камешково, в который входили город Камешково, рабочие посёлки Красный Октябрь, Красный Маяк, Мелехово, Оргтруд. Населённый пункт Новки Брызгаловского с/с отнесен к категории рабочих посёлков.
- 12 января 1965 года Камешковский промышленный район упразднен; образован Камешковский район в составе города Камешково, рабочих посёлков Новки и Оргтруд, 7 сельсоветов (Брызгаловский, Вахромеевский, Второвский, Давыдовский, Пенкинский, Сергеихинский, Тереховицкий). Образован Кругловский с/с с включением в него населённых пунктов Фомихинского с/с Суздальского района и части населённых пунктов Второвского с/с.
- В 1977 году центр Кругловского с/с перенесен в село Коверино, сельсовет переименован в Коверинский[5].
- До 2001 года в состав района входил город Камешково, 2 посёлка городского типа (Новки, Оргтруд) и 8 сельских советов (с 1998 года — сельских округов): Брызгаловский, Вахромеевский, Волковойновский, Второвский, Давыдовский, Коверинский, Пенкинский, Сергеихинский. В 2001 году посёлок Новки отнесён к категории сельских населённых пунктов, образован Новкинский сельский округ.
- Законом от 4 июня 2002 года № 50-ОЗ муниципальное образование город Камешков было присоединено к Камешковскому району (муниципальному образованию)[6].
- Законом от 5 мая 2003 года № 31-ОЗ к району как муниципальному образованию было присоединено муниципальное образование посёлок Оргтруд[7].
- В соответствии с Законом Владимирской области от 1 декабря 2004 года № 218-ОЗ[8] было образовано муниципальное образование город Камешково, наделённое статусом городского округа. Посёлок Оргтруд вошёл в состав города Владимира как микрорайон.
- В соответствии с Законом Владимирской области 11 мая 2005 года № 51-ОЗ[9], отменившим действие предыдущего закона, Камешковский район был наделён статусом муниципального района и в его состав вошли 1 городское и 5 сельских поселений.

## Население
| 1959    | 1970    | 1979    | 1989    | 2002    | 2009    | 2010    | 2011    | 2012    |
| ------- | ------- | ------- | ------- | ------- | ------- | ------- | ------- | ------- |
| 47 346  | ↗49 129 | ↘45 504 | ↘42 298 | ↘37 961 | ↘32 096 | ↘30 466 | ↘30 443 | ↗30 462 |
| 2013    | 2014    | 2015    | 2016    | 2017    | 2018    | 2019    | 2020    | 2021    |
| ↘30 395 | ↘30 323 | ↘30 220 | ↘30 123 | ↘29 941 | ↘29 525 | ↘28 973 | ↘28 354 | ↗30 862 |

Примечания: 1959 - без части территорий, входивших в состав Владимирского района, 2010 - без посёлка Оргтруд, вошедшего в состав города Владимир.

### Урбанизация
В городских условиях (город Камешково) проживают  38,97 % населения района.

### Национальный состав
По итогам переписи населения 2020 года проживали следующие национальности (национальности менее 0,1 % и другое, см. в сноске к строке «Другие»):
| Национальность | Численность, чел. | Доля     |
| -------------- | ----------------- | -------- |
| Русские        | 28 090            | 91,02 %  |
| Татары         | 395               | 1,28 %   |
| Цыгане         | 232               | 0,75 %   |
| Украинцы       | 132               | 0,43 %   |
| Азербайджанцы  | 63                | 0,20 %   |
| Армяне         | 60                | 0,19 %   |
| Молдаване      | 49                | 0,16 %   |
| Белорусы       | 40                | 0,13 %   |
| Узбеки         | 35                | 0,11 %   |
| Марийцы        | 33                | 0,11 %   |
| Другие         | 1733              | 5,62 %   |
| Итого          | 30 862            | 100,00 % |

## Муниципально-территориальное устройство
В Камешковском районе 118 населённых пунктов в составе одного городского и пяти сельских поселений:
| №        | Муниципальное образование | Административный центр     | Количество населённых пунктов | Население | Площадь, км2 |
| -------- | ------------------------- | -------------------------- | ----------------------------- | --------- | ------------ |
| 1e-06    | Городские поселения:      |                            |                               |           |              |
| 1        | город Камешково           | город Камешково            | 1                             | ↗12 028   | 8,31         |
| 1.000002 | Сельские поселения:       |                            |                               |           |              |
| 2        | Брызгаловское             | посёлок имени Карла Маркса | 18                            | ↗4985     | 135,14       |
| 3        | Вахромеевское             | посёлок имени Горького     | 20                            | ↗3405     | 159,04       |
| 4        | Второвское                | село Второво               | 37                            | ↗5878     | 384,42       |
| 5        | Пенкинское                | деревня Пенкино            | 17                            | ↗1588     | 173,86       |
| 6        | Сергеихинское             | деревня Сергеиха           | 25                            | ↗2978     | 222,80       |

## Населённые пункты
В районе 118 населённых пунктов: 
| №   | Населённый пункт               | Тип     | Население | Муниципальное образование |
| --- | ------------------------------ | ------- | --------- | ------------------------- |
| 1   | Абросимово                     | деревня | ↗62       | Брызгаловское             |
| 2   | Аксенцево                      | деревня | ↗130      | Второвское                |
| 3   | Андрейцево                     | деревня | ↗32       | Пенкинское                |
| 4   | Арефино                        | деревня | ↘33       | Вахромеевское             |
| 5   | Байково                        | деревня | →0        | Сергеихинское             |
| 6   | Балмышево                      | деревня | ↗18       | Вахромеевское             |
| 7   | Берково                        | деревня | ↗248      | Второвское                |
| 8   | Близнино                       | деревня | ↗28       | Второвское                |
| 9   | Бородино                       | деревня | ↗63       | Пенкинское                |
| 10  | Брызгалово                     | деревня | ↘172      | Брызгаловское             |
| 11  | Бураково                       | деревня | ↗52       | Сергеихинское             |
| 12  | Вакурино                       | деревня | ↘22       | Вахромеевское             |
| 13  | Вахромеево                     | деревня | ↘115      | Вахромеевское             |
| 14  | Верещагино                     | деревня | ↘105      | Брызгаловское             |
| 15  | Волковойно                     | деревня | ↗593      | Второвское                |
| 16  | Ворынино                       | деревня | ↗9        | Второвское                |
| 17  | Воскресенское                  | село    | ↗16       | Пенкинское                |
| 18  | Второво                        | село    | ↗1063     | Второвское                |
| 19  | Высоково                       | деревня | ↗74       | Второвское                |
| 20  | Гаврильцево                    | деревня | ↗14       | Пенкинское                |
| 21  | Гатиха                         | село    | ↘534      | Пенкинское                |
| 22  | Глазово                        | деревня | ↗15       | Сергеихинское             |
| 23  | Горки                          | деревня | ↗75       | Второвское                |
| 24  | Горки                          | село    | ↗349      | Второвское                |
| 25  | Городок                        | деревня | ↗49       | Второвское                |
| 26  | Грезино                        | деревня | ↗27       | Второвское                |
| 27  | Давыдово                       | село    | ↗137      | Второвское                |
| 28  | Дворики                        | деревня | ↗40       | Пенкинское                |
| 29  | Дмитриково                     | деревня | ↘16       | Сергеихинское             |
| 30  | Дружба                         | посёлок | ↘393      | Брызгаловское             |
| 31  | Епишово                        | деревня | →0        | Вахромеевское             |
| 32  | Жуиха                          | деревня | ↗44       | Второвское                |
| 33  | Зауичье                        | деревня | ↗55       | Сергеихинское             |
| 34  | Ивановская                     | деревня | ↗4        | Вахромеевское             |
| 35  | Ивашково                       | деревня | ↗53       | Второвское                |
| 36  | Ивишенье                       | деревня | ↘22       | Вахромеевское             |
| 37  | Истомино                       | деревня | ↗24       | Второвское                |
| 38  | Каменово                       | деревня | ↗68       | Вахромеевское             |
| 39  | Камешково                      | город   | ↗12 028   | город Камешково           |
| 40  | Карякино                       | деревня | ↗114      | Второвское                |
| 41  | Кижаны                         | деревня | ↗54       | Второвское                |
| 42  | Кирюшино                       | деревня | ↗15       | Сергеихинское             |
| 43  | Коверино                       | село    | ↗435      | Сергеихинское             |
| 44  | Колосово                       | деревня | ↘37       | Вахромеевское             |
| 45  | Краснознаменский               | посёлок | ↘158      | Вахромеевское             |
| 46  | Краснораменье                  | деревня | ↗32       | Пенкинское                |
| 47  | Круглово                       | село    | →51       | Сергеихинское             |
| 48  | Крутово                        | деревня | ↘5        | Сергеихинское             |
| 49  | Куницыно                       | деревня | ↗37       | Второвское                |
| 50  | Курменёво                      | деревня | ↗31       | Второвское                |
| 51  | Лаптево                        | село    | ↗161      | Второвское                |
| 52  | Леонтьево                      | деревня | ↗43       | Пенкинское                |
| 53  | Лошаиха                        | деревня | ↗48       | Сергеихинское             |
| 54  | Лубенкино                      | деревня | ↗36       | Пенкинское                |
| 55  | Лубенцы                        | деревня | ↘193      | Сергеихинское             |
| 56  | Макариха                       | деревня | ↗57       | Сергеихинское             |
| 57  | Марьинка                       | деревня | ↗59       | Пенкинское                |
| 58  | Микшино                        | деревня | ↘22       | Вахромеевское             |
| 59  | Мирный                         | посёлок | ↗629      | Второвское                |
| 60  | Мишнево                        | деревня | ↗81       | Второвское                |
| 61  | Мокеево                        | деревня | ↗104      | Второвское                |
| 62  | Мостцы                         | село    | ↗35       | Второвское                |
| 63  | Назарово                       | деревня | ↗65       | Брызгаловское             |
| 64  | Неверково                      | деревня | ↗56       | Пенкинское                |
| 65  | Нерлинка                       | деревня | ↗22       | Сергеихинское             |
| 66  | Нестерково                     | деревня | ↗162      | Второвское                |
| 67  | Новая Быковка                  | деревня | ↗464      | Второвское                |
| 68  | Новая Заря                     | посёлок | ↘76       | Сергеихинское             |
| 69  | Новая Печуга                   | деревня | ↘166      | Сергеихинское             |
| 70  | Новки                          | деревня | ↗88       | Брызгаловское             |
| 71  | Новки                          | посёлок | ↘1480     | Брызгаловское             |
| 72  | Новосёлка                      | деревня | ↗22       | Сергеихинское             |
| 73  | Новское                        | деревня | ↗84       | Второвское                |
| 74  | Остров                         | деревня | ↗58       | Сергеихинское             |
| 75  | Палашкино                      | село    | ↗149      | Второвское                |
| 76  | Патакино                       | село    | ↘124      | Второвское                |
| 77  | Пенкино                        | деревня | ↗481      | Пенкинское                |
| 78  | Пигасово                       | деревня | ↗7        | Сергеихинское             |
| 79  | Пирогово                       | деревня | ↗33       | Пенкинское                |
| 80  | Пищихино                       | деревня | ↗29       | Второвское                |
| 81  | Плясицыно                      | деревня | ↗89       | Сергеихинское             |
| 82  | Пожарницы                      | деревня | ↗11       | Пенкинское                |
| 83  | Посёлок имени Артёма           | посёлок | ↘296      | Сергеихинское             |
| 84  | Посёлок имени Карла Маркса     | посёлок | ↘1306     | Брызгаловское             |
| 85  | Посёлок имени Кирова           | посёлок | ↘371      | Брызгаловское             |
| 86  | Посёлок имени Красина          | посёлок | ↘312      | Вахромеевское             |
| 87  | Посёлок имени Максима Горького | посёлок | ↘2086     | Вахромеевское             |
| 88  | Посёлок имени Фрунзе           | посёлок | ↗72       | Сергеихинское             |
| 89  | Посёлок санатория имени Ленина | посёлок | ↗54       | Пенкинское                |
| 90  | Приволье                       | деревня | ↗90       | Брызгаловское             |
| 91  | Придорожный                    | посёлок | ↘8        | Брызгаловское             |
| 92  | Ручкино                        | деревня | ↗48       | Брызгаловское             |
| 93  | Рябиновка                      | деревня | ↗67       | Вахромеевское             |
| 94  | Ряхово                         | село    | ↗72       | Сергеихинское             |
| 95  | Саулово                        | деревня | ↗66       | Сергеихинское             |
| 96  | Семенигино                     | деревня | ↗38       | Вахромеевское             |
| 97  | Сергеиха                       | деревня | ↗1025     | Сергеихинское             |
| 98  | Сереброво                      | деревня | ↗124      | Брызгаловское             |
| 99  | Симаково                       | деревня | ↘103      | Вахромеевское             |
| 100 | Симоново                       | деревня | ↗54       | Пенкинское                |
| 101 | Сосновка                       | деревня | ↗80       | Брызгаловское             |
| 102 | Старая Никола                  | погост  | ↘9        | Вахромеевское             |
| 103 | Стариково                      | деревня | →0        | Второвское                |
| 104 | Ступино                        | деревня | ↗107      | Брызгаловское             |
| 105 | Суслово                        | деревня | ↗10       | Второвское                |
| 106 | Сынково                        | деревня | ↗30       | Пенкинское                |
| 107 | Тереховицы                     | деревня | ↗190      | Второвское                |
| 108 | Тынцы                          | село    | ↗215      | Вахромеевское             |
| 109 | Усолье                         | село    | ↗149      | Брызгаловское             |
| 110 | Филяндино                      | деревня | ↗290      | Второвское                |
| 111 | Фомиха                         | село    | ↗65       | Сергеихинское             |
| 112 | Харламово                      | деревня | ↘16       | Вахромеевское             |
| 113 | Хохлово                        | деревня | ↗28       | Второвское                |
| 114 | Чистуха                        | село    | ↗124      | Второвское                |
| 115 | Шухурдино                      | деревня | ↗86       | Брызгаловское             |
| 116 | Щекино                         | деревня | ↘60       | Вахромеевское             |
| 117 | Эдемское                       | село    | ↗251      | Брызгаловское             |
| 118 | Юрятино                        | деревня | ↗75       | Второвское                |

## Экономика
Наибольшее развитие получила текстильная и пищевая отрасли промышленности. Ведущие отрасли в сельском хозяйстве — молочно-мясное животноводство, выращивание зерновых и картофеля.
С 2009 года в деревне Волковойно фирмой ООО «НПО «Вояж» совместно с немецким концерном Siemens производятся детали интерьера и создаются в пластике и металле комплектации вагонов в едином дизайне от пола до потолка вместе с багажными полками и раздвижными створками дверей на электропоезда различных серий производства Демиховского машиностроительного завода, а также, в ближайшей перспективе — для скоростных электропоездов Siemens Desiro «Ласточка», которые будут обслуживать Зимние Олимпийские игры 2014 года в Сочи, а впоследствии будут эксплуатироваться в различных регионах России в качестве межобластных электропоездов). Продукцией завода также являются стеклопластиковые моноблочные кабины машиниста, наружный обвес и детали интерьера для электроподвижного состава Московской монорельсовой дороги.

## Транспорт
По территории района проходят транспортные артерии федерального значения: железнодорожная магистраль Москва — Нижний Новгород (Горьковская железная дорога), линия Новки — Иваново (Северная железная дорога), автомобильная магистраль «Волга» Москва — Нижний Новгород.

## Достопримечательности

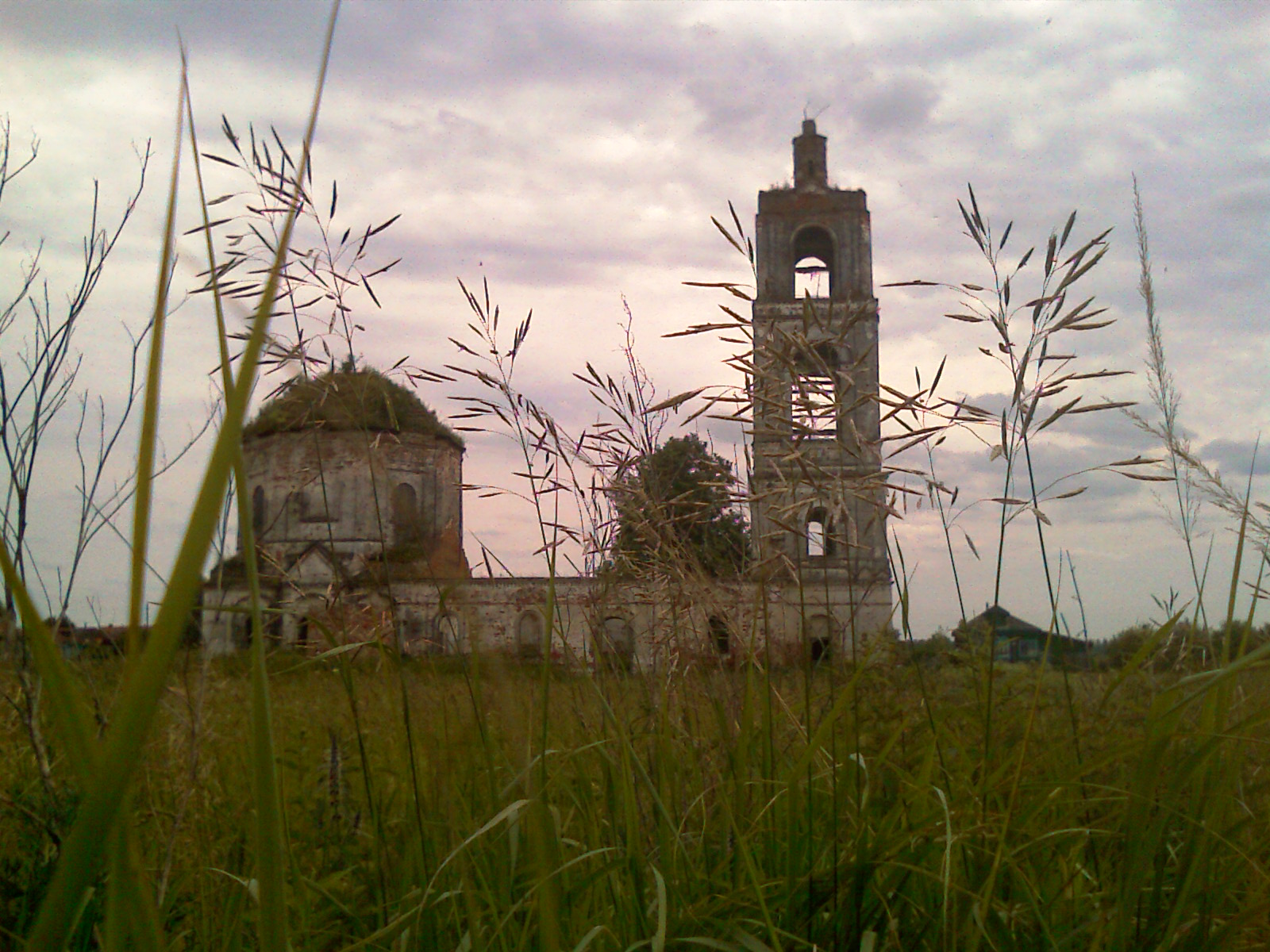
Никольская церковь в селе Круглово

В Камешковском районе находится один из наиболее интересных участков поймы Клязьмы — Давыдовская пойма с живописными лугами, многочисленными озёрами-старицами и старинными сосновыми рощами. К природным объектам района относится также Патакинская березовая роща.
В селе Давыдово — дом-музей композитора и учёного Александра Порфирьевича Бородина, Спасо-Преображенская церковь (1841). Близ села находится рукотворный земляной вал «Мокеева гора» — памятник истории и археологии XII в.
Сохранились памятники архитектуры XVII—XX веков в других населённых пунктах района: усадьбы дворян Безобразовых (Бутурлиных) (1 пол. XIX в.) в селе Патакино и князей Грузинских (Шорыгиных) (1870-е гг.) в бывшем селе Михайловское (д. Краснораменье), железнодорожный вокзал (1860) в поселке Новки, церковь Михаила Архангела (1689) в селе Второво, церковь Всех Святых (1691) в селе Эдемское, Троицкая церковь (1801) в селе Горки, церковь Казанской иконы Божией Матери (1808) в селе Усолье, архиерейское подворье Богородице-Рождественского мужского монастыря г. Владимир с церковью Рождества Пресвятой Богородицы (1912) в поселке Придорожный и ряд других.
С 2003 года участниками творческого клуба песни «Земляки» в конце мая проводится фестиваль бардовской песни «Кижанские ключи» близ одноименной деревни.
C 2015 по 2018 год в деревне Дворики с июня по август проходил ежегодный молодёжный форум «Территория смыслов».
Ежегодно летом в деревне Мишнево, малой родине основателя хора «Владимирские рожечники» Николая Васильевича Кондратьева, проходит районный праздник пастушьего рожка «Хорошо рожок играет».
В конце июля начиная с 2017 года близ ЗОЛ "Дружба" (д. Суслово) проводится "Праздник ухи на Клязьме".

## Знаменитые уроженцы
- Румовский, Степан Яковлевич (1734—1812) — русский астроном и математик, один из первых русских академиков, уроженец погоста Старая Никола.
- Кондратьев, Николай Васильевич (1843—1937) — создатель и руководитель первого ансамбля владимирских рожечников в России, уроженец деревни Мишнево.
- Дианин, Александр Павлович (1851—1918) — русский химик, академик Военно-медицинской академии, уроженец села Давыдово.
- Харламов, Николай Николаевич (1863—1935) — русский художник, иконописец, уроженец погоста Веретево.
- Челышов, Михаил Дмитриевич (1866—1915) — член Государственной думы Российской империи III созыва, деятель трезвенного движения России, уроженец деревни Ворынино.
- Вострухов, Владимир Иванович (1895—1971) — советский военачальник, генерал-полковник, родился в поселке Новки.
- Хромов, Павел Алексеевич (1907—1987) — советский ученый-экономист, заслуженный деятель науки РСФСР, уроженец села Коверино.
- Дорофеев, Иван Дмитриевич (1916—1987) — советский контр-адмирал, уроженец деревни Сереброво.
- Удалов-Митин, Иван Александрович (1920—1997) — советский и российский писатель, родился в деревне Мокеево.
- Юдин, Игорь Дмитриевич (1927—2007) — советский и российский художник, живописец, родился в деревне Сергеиха.
- Французов, Борис Фёдорович (1940—1993) — советский и российский художник, работавший в технике офорта, родился в городе Камешково.

## Руководители района
- Абрамов Валентин Иванович
- Шатров Владимир Николаевич
- Фрейдорф Сергей Петрович
- Сомов Владимир Васильевич
- Андреев Артём Анатольевич
- Курганский Анатолий Захарович